# 11 км (платформа)
11 км — колишній пасажирський залізничний зупинний пункт Дніпровської дирекції Придніпровської залізниці на лінії Сухачівка — Правда між станціями Карнаухівка та Правда. Розташовувався в селищі Карнаухівка Південного району міста Кам'янське Дніпропетровської області.

## Історія
З 2004 року на дільниці Сухачівка — Правда пасажирський рух припинено.